# جيليان برادشاو
جيليان برادشاو (بالإنجليزية: Gillian Bradshaw)‏ (14 مايو 1956، فولز تشيرش في الولايات المتحدة)؛ كاتبة للأطفال، كاتِبة وروائية أمريكية.